# Анна Васильевна Московская
Анна Васильевна Палеолог (1393 — август 1417) — старшая дочь великого князя московского Василия I Дмитриевича и Софьи Витовтовны, первая жена с 1411 года императора Иоанна VIII Палеолога в бытность его соправителем при отце, Мануиле II. С 1416 года носила титул «младшей императрицы», скончалась через три года брака, прежде вступления её мужа в самостоятельное правление.

## Биография
О сватовстве пишут так: с укреплением Московского княжества «самые тесные политические сношения завязались между Москвой и Византией, по примеру единения царящего между патриархами и русскими митрополитами. Обрадовавшись возрождению крепкой государственной власти на Руси, император Мануил II Палеолог пожелал возобновить прерванные татарским погромом брачные узы между Константинополем и русскими государями и сосватал в 1414 году сына своего Иоанна — Анне». (По другим указаниям, например Лицевого летописного свода, брак был заключен в 1411 году)
Князь великы Василий Дмитриевич отдасть дщерь свою Анну в Царь-град за церевича Ивана Мануиловича.
Историки указывают: «в канун падения Империи Ромеев греки рады были укрепить своё влияние в крупнейшей и богатейшей митрополии Константинопольского Патриархата и держать её под контролем. Ранее уже отмечалось, что в это время не только Константинопольский Патриархат, но и императорский двор существовали почти исключительно на средства, присылаемые Русью».

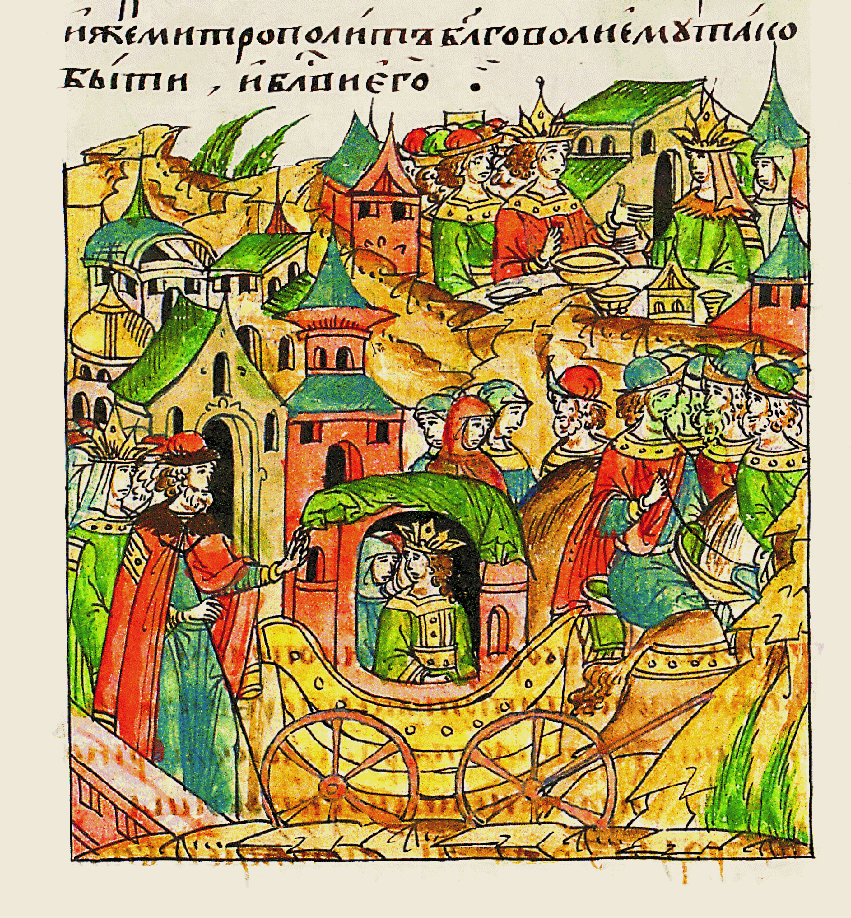
Анна отправляется в Византию

Брак Анны с Иоанном Палеологом, бывшим тогда наследником византийского престола, был совершён при участии митрополита Фотия, назначенного из Константинополя на Киевскую кафедру в 1408 году. В 1414 году Анна приехала в Константинополь в сопровождении иеромонаха Зосимы.
Скончалась, по указаниям Дуки (Historia Byzantina of Michælis Ducæ Nepotis), от чумы через несколько лет после свадьбы. Брак был бездетным.
Её муж за время их краткого брака часто бывал в отъездах, и в эти дни тоже находился с миссией на Пелопоннесе. По словам историка Дуки, смерть Анны потрясла весь Константинополь, поскольку граждане любили молодую русскую княжну.
Анна была похоронена в монастыре Липса в Константинополе.
Портретное изображение Анны сохранилось на «Большом» саккосе Киевского митрополита Фотия (Оружейная палата, Москва): «здесь представлены московский князь Василий Дмитриевич, его жена Софья Витовтовна, их дочь Анна Васильевна и её муж Иоанн Палеолог. Имеется также портрет Фотия. Около русской княжеской пары — сопроводительные русские надписи, тогда как около всех других изображений — греческие. На первом плане представлена византийская чета; окружающие их головы нимбы также подчеркивают первостепенное значение, которое в глазах мастера имели византийские правители».
Племянник Анны Васильевны, Иван III, в будущем женится на племяннице её мужа — Софии (Зое) Палеолог.